# Annika Ström
Annika Ström, född 9 november 1964 i Helsingborg, är en svensk konstnär.
Ström studerade vid Det Kongelige Danske Kunstakademi i Köpenhamn 1991–1997, var verksam i Berlin 1993–2005 och är numera bosatt i England. Hon ägnar sig åt performance och videokonst. Hon har i sitt konstnärskap lyft fram det som är dolt i alldagliga språkliga strukturer och händelser, till exempel genom affischer med korta fraser som "Snälla hjälp mig", "Här är ju ingenting", "Det går snart över" och "Du har åkt förbi". Hennes verk verk innehåller inte sällan en feministisk institutionskritik riktad mot konstvärlden. I performanceföreställningen Ten Embarrassed Men, vilken uppfördes 2010 på konstmässan Frieze i London, gick tio män gick runt på mässan och med ett generat ansiktsuttryck. Detta var tänkt som en kommentar till den bristande balansen i könsfördelningen på mässan. Ett annat inslag hennes konstnärskap är en absurd livsbejakande humor. Denna förekommer bland annat i hennes musikaliska verk och i videoverket Ingenting and Nothing (2012), i vilket två pappersark med titelorden flyger omkring på en gräsmatta.